# NaN
Pour les articles homonymes, voir Nan.
NaN (« Not a Number », en français « Pas un Nombre » ou « Non Numérique ») est, en informatique, une valeur ou un symbole produit par le résultat d'une opération arithmétique invalide, quand les nombres sont représentés en virgule flottante, suivant le standard IEEE 754.

## Propriétés

### Obtenir NaN comme résultat
On obtient NaN pour certaines opérations qui sont des indéterminées mathématiques : 0/0, ∞ – ∞, ∞/∞, 0·∞, et dans certaines bibliothèques, 1∞. À noter que toutes les formes indéterminées ne donnent pas NaN : 1/0 n'a pas de sens en mathématiques pures, mais, en IEEE 754, par convention, on obtient +∞.
C'est également le résultat obtenu en langage C entre autres quand on tente de calculer la racine carrée d'un nombre strictement négatif (ce qui est impossible car dans ce format de représentation des nombres, un nombre complexe ne peut être représenté).

### Opérations avec NaN
NaN est en quelque sorte un élément absorbant. N'importe quoi additionné, multiplié, ou toute fonction mathématique appliquée à NaN donne NaN. Même NaN + ∞ donne NaN, alors que pour tout nombre x, (donc, pas NaN ni –∞), x + ∞ donne +∞. L’opération NaN – NaN donne NaN, et non zéro.

### Comparaisons
NaN est une valeur qui a des propriétés uniques par rapport à tous les nombres. En particulier, toute comparaison « égal », « supérieur », « inférieur », « supérieur ou égal », « inférieur ou égal » impliquant NaN donne la réponse booléenne « faux », alors que toute comparaison « différent » donne le résultat « vrai ».
Cela conduit même à ce que la comparaison « NaN==NaN » (« == » signifie « est-ce que ces valeurs sont égales ? ») donne la réponse « faux ». C'est la seule valeur ayant cette propriété (même l'infini, selon la norme IEEE 754, donne « vrai » pour la requête « Inf==Inf »).
NaN est également la seule valeur de x pour laquelle on ait la réponse « faux » à la question « x<=Inf » (« x est-il inférieur ou égal à l'infini ? »). x ou y égal à NaN permet aussi d'avoir la même réponse aux requêtes x<y (« x est-il inférieur à y ? ») et x>=y (« x est-il supérieur ou égal à y ? »).
De ce qui précède, on déduit que si l'on veut vérifier si x vaut NaN, faire « x==NaN » serait une erreur. Il faut plutôt faire « x~=x», soit « x est-il différent de lui-même ? », qui répondra « vrai » si x vaut NaN.
Cela peut être un moyen efficace de poser au programme la question « est-ce que x est NaN ? » dans un langage qui ne dispose pas d'une fonction spécialisée pour cela.
Ces propriétés, en particulier le fait que deux NaN ne se valent pas, paraissent assez choquantes si on traite NaN comme un nombre. Elles se comprennent mieux quand on admet que NaN signifie que la valeur ne peut être connue.